# Promozione Veneto 1990-1991
Nella stagione 1990-1991 la Promozione era sesto livello del calcio italiano (il massimo livello regionale). Qui vi sono le statistiche relative al campionato in Veneto.
Il campionato è strutturato in vari gironi all'italiana su base regionale, gestiti dai Comitati Regionali di competenza. Promozioni alla categoria superiore e retrocessioni in quella inferiore non erano sempre omogenee; erano quantificate all'inizio del campionato dal Comitato Regionale secondo le direttive stabilite dalla Lega Nazionale Dilettanti, ma flessibili, in relazione al numero delle società retrocesse dal Campionato Interregionale e perciò, a seconda delle varie situazioni regionali, la fine del campionato poteva avere degli spareggi sia di promozione che di retrocessione.

## Girone A

### Squadre partecipanti
| Club                         | Città                              |
| ---------------------------- | ---------------------------------- |
| U.S. Audace                  | San Michele Extra (VR)             |
| G.S. Ambrosiana              | Sant'Ambrogio di Valpolicella (VR) |
| U.S. Chiampo                 | Chiampo (VI)                       |
| U.S. De.Ro.Ma. Malo          | Malo (VI)                          |
| F.C. Lonardi San Floriano    | San Pietro in Cariano (VR)         |
| A.C. Lugagnano               | Lugagnano (Sona) (VR)              |
| A.C. Marano                  | Marano Vicentino (VI)              |
| G.S. Officine Bra Valpantena | Quinto di Valpantena (VR)          |
| U.S. Real Caldogno           | Caldogno (VI)                      |
| A.C. Sambonifacese Don Bosco | San Bonifacio (VR)                 |
| A.C. San Giovanni Lupatoto   | San Giovanni Lupatoto (VR)         |
| A.C. San Martino B.A.        | San Martino Buon Albergo (VR)      |
| U.S. San Massimo             | San Massimo (Verona) (VR)          |
| A.C. Sona M. Mazza           | Sona (VR)                          |
| A.C. Tregnago                | Tregnago (VR)                      |
| A.C. Trissino                | Trissino (VI)                      |

### Classifica finale
|  | Pos. | Squadra                 | Pt | G  | V  | N  | P  | GF | GS | DR  |
|  | ---- | ----------------------- | -- | -- | -- | -- | -- | -- | -- | --- |
|  | 1.   | San Martino B.A.        | 43 | 30 | 18 | 7  | 5  | 39 | 11 | +28 |
|  | 2.   | Tregnago                | 42 | 30 | 14 | 14 | 2  | 38 | 15 | +23 |
|  | 3.   | Officine Bra Valpantena | 41 | 30 | 16 | 9  | 5  | 47 | 16 | +31 |
|  | 4.   | De.Ro.Ma. Malo          | 36 | 30 | 12 | 12 | 6  | 31 | 19 | +12 |
|  | 5.   | Lugagnano               | 36 | 30 | 14 | 8  | 8  | 27 | 22 | +5  |
|  | 6.   | Trissino                | 35 | 30 | 11 | 13 | 6  | 29 | 17 | +12 |
|  | 7.   | Marano                  | 32 | 30 | 11 | 10 | 9  | 39 | 36 | +3  |
|  | 8.   | Chiampo                 | 28 | 30 | 9  | 10 | 11 | 26 | 31 | -5  |
|  | 9.   | Lonardi San Fioriano    | 26 | 30 | 9  | 8  | 13 | 27 | 30 | -3  |
|  | 10.  | Real Caldogno           | 26 | 30 | 8  | 10 | 12 | 24 | 28 | -4  |
|  | 11.  | San Massimo             | 25 | 30 | 8  | 9  | 13 | 25 | 31 | -6  |
|  | 12.  | Sambonifacese Don Bosco | 25 | 30 | 8  | 9  | 13 | 30 | 38 | -8  |
|  | 13.  | Audace S.M.E.           | 25 | 30 | 7  | 11 | 12 | 20 | 37 | -17 |
|  | 14.  | San Giovanni Lupatoto   | 23 | 30 | 4  | 15 | 11 | 20 | 42 | -22 |
|  | 15.  | Sona M. Mazza           | 22 | 30 | 5  | 12 | 13 | 19 | 37 | -18 |
|  | 16.  | Ambrosiana              | 15 | 30 | 3  | 9  | 18 | 21 | 52 | -31 |

- Il San Martino Buon Albergo è ammesso alla finale.
- Le squadre dal 2º al 7º posto vengono ammesse all'Eccellenza 1991-92.
- Sona M. Mazza e Ambrosiana retrocedono in Prima Categoria 1991-92.

## Girone B

### Squadre partecipanti
| Club                      | Città                       |
| ------------------------- | --------------------------- |
| A.C. Abano                | Abano Terme (PD)            |
| U.S. Adriese              | Adria (RO)                  |
| A.C. Camponogarese        | Camponogara (VE)            |
| A.C. Chioggia Sottomarina | Sottomarina (VE)            |
| A.C. Donada               | Donada (RO)                 |
| A.C. Este                 | Este (PD)                   |
| A.C. Fiesso d’Artico      | Fiesso d'Artico (VE)        |
| A.S. Lonigo               | Lonigo (VI)                 |
| A.C. Malcontenta Mestrina | Mestre (VE)                 |
| U.S. Mestrino             | Mestrino (PD)               |
| S.C. Nova Gens            | Noventa Vicentina (VI)      |
| A.S. Piovese Calcio 1919  | Piove di Sacco (PD)         |
| A.C. Riello Legnago       | Legnago (VR)                |
| A.C. San Martino Italmec  | San Martino di Venezze (RO) |
| S.S. Scardovari           | Scardovari (RO)             |
| S.S. Villanovese          | Rovigo (RO)                 |

### Classifica finale
|  | Pos. | Squadra              | Pt | G  | V  | N  | P  | GF | GS | DR  |
|  | ---- | -------------------- | -- | -- | -- | -- | -- | -- | -- | --- |
|  | 1.   | Donada               | 41 | 30 | 14 | 13 | 3  | 25 | 13 | +12 |
|  | 2.   | Riello Legnago       | 40 | 30 | 15 | 10 | 5  | 34 | 20 | +14 |
|  | 3.   | Mestrino             | 35 | 30 | 11 | 13 | 6  | 29 | 20 | +9  |
|  | 4.   | Abano Terme          | 35 | 30 | 9  | 17 | 4  | 25 | 17 | +8  |
|  | 5.   | Chioggia Sottomarina | 33 | 30 | 9  | 15 | 6  | 22 | 16 | +6  |
|  | 6.   | La Malcontenta       | 32 | 30 | 8  | 16 | 6  | 31 | 23 | +8  |
|  | 7.   | Scardovari           | 31 | 30 | 8  | 15 | 7  | 26 | 25 | +1  |
|  | 8.   | Nova Gens            | 31 | 30 | 9  | 13 | 8  | 25 | 20 | +5  |
|  | 9.   | Camponogarese        | 28 | 30 | 8  | 12 | 10 | 29 | 32 | -3  |
|  | 10.  | Adriese              | 28 | 30 | 7  | 14 | 9  | 30 | 33 | -3  |
|  | 11.  | Fiesso d'Artico      | 27 | 30 | 9  | 9  | 12 | 33 | 33 | 0   |
|  | 12.  | San Martino Italmec  | 27 | 30 | 6  | 15 | 9  | 27 | 32 | -5  |
|  | 13.  | Lonigo               | 26 | 30 | 7  | 12 | 11 | 23 | 29 | -6  |
|  | 14.  | Piovese Calcio 1919  | 24 | 30 | 7  | 10 | 13 | 33 | 43 | -10 |
|  | 15.  | Villanovese          | 22 | 30 | 5  | 12 | 13 | 19 | 38 | -19 |
|  | 16.  | Este                 | 20 | 30 | 5  | 10 | 15 | 13 | 30 | -17 |

- Donada ammesso alla finale
- Le squadre dal 2º al 7º posto (più la perdente lo spareggio tra le prime) vengono ammesse all'Eccellenza 1991-92.
- Spareggio per il settimo posto: Scardovari-Nova Gens 2-0.
- Villanovese e Este retrocedono in Prima Categoria 1991-92.

## Girone C

### Squadre partecipanti
| Club                  | Città                      |
| --------------------- | -------------------------- |
| A.C. Bessica          | Bessica (TV)               |
| A.S. Cornuda Crocetta | Cornuda (TV)               |
| F.C. Edo Mestre       | Venezia (VE)               |
| A.S. Favaro Mestre    | Favaro (VE)                |
| A.C. Luparense        | San Martino di Lupari (PD) |
| G.S. Marosticense     | Marostica (VI)             |
| A.S. Montello         | Volpago del Montello (TV)  |
| G.S Martellago        | Martellago (VE)            |
| U.S. Miranese         | Mirano (VE)                |
| A.C. Pederobba        | Pederobba (TV)             |
| A.C. Resana           | Resana (TV)                |
| A.C. Riese            | Riese (TV)                 |
| A.C. Rosà             | Rosà (VI)                  |
| G.S. Salvarosa        | Salvarosa (TV)             |
| A.C. Spinea           | Spinea (VE)                |
| A.C. Trebaseleghe     | Trebaseleghe (PD)          |

### Classifica finale
|  | Pos. | Squadra             | Pt | G  | V  | N  | P  | GF | GS | DR  |
|  | ---- | ------------------- | -- | -- | -- | -- | -- | -- | -- | --- |
|  | 1.   | Miranese            | 44 | 30 | 15 | 14 | 1  | 33 | 9  | +24 |
|  | 2.   | Pederobba           | 40 | 30 | 13 | 14 | 3  | 31 | 14 | +17 |
|  | 3.   | Montello            | 38 | 30 | 12 | 14 | 4  | 22 | 15 | +7  |
|  | 4.   | Rosà                | 36 | 30 | 11 | 14 | 5  | 23 | 16 | +7  |
|  | 5.   | Resana              | 32 | 30 | 9  | 14 | 7  | 23 | 26 | -3  |
|  | 6.   | Bessica             | 31 | 30 | 9  | 13 | 8  | 30 | 25 | +5  |
|  | 7.   | Luparense           | 31 | 30 | 10 | 11 | 9  | 29 | 33 | -4  |
|  | 8.   | Riese               | 29 | 30 | 7  | 15 | 8  | 13 | 13 | 0   |
|  | 9.   | Martellago          | 27 | 30 | 6  | 15 | 9  | 12 | 15 | -3  |
|  | 10.  | Salvarosa           | 26 | 30 | 7  | 12 | 11 | 18 | 23 | -5  |
|  | 11.  | Cornuda Crocetta    | 26 | 30 | 6  | 14 | 10 | 23 | 30 | -7  |
|  | 12.  | Spinea              | 26 | 30 | 8  | 10 | 12 | 20 | 28 | -8  |
|  | 13.  | Edo Mestre          | 25 | 30 | 4  | 17 | 9  | 16 | 19 | -3  |
|  | 14.  | Marosticense        | 24 | 30 | 5  | 14 | 11 | 24 | 28 | -4  |
|  | 15.  | Trebaseleghe Calcio | 24 | 30 | 6  | 12 | 12 | 18 | 28 | -10 |
|  | 16.  | Favaro Mestre       | 21 | 30 | 4  | 13 | 13 | 17 | 30 | -13 |

- Miranese ammesso alla finale
- Le squadre dal 2º al 7º posto (più la perdente lo spareggio tra le prime) Vengono ammesse all'Eccellenza 1991-92.
- Trebaseleghe e Mestre Favaro retrocedono in Prima Categoria 1991-92.

## Girone D

### Squadre partecipanti
| Club                      | Città                       |
| ------------------------- | --------------------------- |
| A.C. Cavallino            | Cavallino Treporti (VE)     |
| S.P. Ge.Me.Az. S.Polo     | San Polo di Piave (TV)      |
| F.C. Gorghense            | Gorgo al Monticano (TV)     |
| A.C. Jesolo               | Jesolo (VE)                 |
| A.C. La Marenese          | Mareno di Piave (TV)        |
| A.C. Liventina            | Motta di Livenza (TV)       |
| Noventa F.C.              | Noventa di Piave (VE)       |
| A.C. Ponte nelle Alpi     | Ponte nelle Alpi (BL)       |
| A.C. Portogruaro-Summaga  | Portogruaro (VE)            |
| A.C. Pro Mogliano         | Mogliano Veneto (TV)        |
| A.C. Roncade Biancade     | Roncade (TV)                |
| G.S. Santa Lucia di Piave | Santa Lucia di Piave (TV)   |
| A.C. Sedico               | Sedico (BL)                 |
| A.C. Silca Ogliano        | Conegliano (TV)             |
| A.S. Union San Stino      | Santo Stino di Livenza (VE) |
| Vittorio Veneto Calcio    | Vittorio Veneto (TV)        |

### Classifica finale
|  | Pos. | Squadra                    | Pt | G  | V  | N  | P  | GF | GS | DR  |
|  | ---- | -------------------------- | -- | -- | -- | -- | -- | -- | -- | --- |
|  | 1.   | Santa Lucia di Piave       | 37 | 30 | 14 | 9  | 7  | 35 | 26 | +9  |
|  | 2.   | Roncade Biancade           | 37 | 30 | 13 | 11 | 6  | 33 | 21 | +12 |
|  | 3.   | Union San Stino            | 36 | 30 | 11 | 14 | 5  | 28 | 20 | +8  |
|  | 4.   | Noventa, Noventa           | 34 | 30 | 7  | 20 | 3  | 26 | 22 | +4  |
|  | 5.   | Pro Mogliano               | 32 | 30 | 8  | 16 | 6  | 26 | 18 | +8  |
|  | 6.   | Liventina                  | 32 | 30 | 9  | 14 | 7  | 30 | 31 | -1  |
|  | 7.   | Sedico                     | 31 | 30 | 8  | 15 | 7  | 20 | 21 | -1  |
|  | 8.   | Ponte nelle Alpi           | 31 | 30 | 10 | 11 | 9  | 34 | 32 | +2  |
|  | 9.   | Jesolo                     | 30 | 30 | 9  | 12 | 9  | 30 | 22 | +8  |
|  | 10.  | Ge.Me.Az S. Polo           | 28 | 30 | 7  | 14 | 9  | 27 | 22 | +5  |
|  | 11.  | Calcio Portogruaro-Summaga | 28 | 30 | 5  | 18 | 7  | 28 | 30 | -2  |
|  | 12.  | Vittorio Veneto            | 27 | 30 | 6  | 15 | 9  | 19 | 24 | -5  |
|  | 13.  | Gorghense                  | 27 | 30 | 7  | 13 | 10 | 24 | 33 | -9  |
|  | 14.  | La Marenese                | 24 | 30 | 6  | 12 | 12 | 23 | 33 | -10 |
|  | 15.  | Cavallino                  | 23 | 30 | 6  | 11 | 13 | 18 | 31 | -13 |
|  | 16.  | Silca Ogliano              | 23 | 30 | 6  | 11 | 13 | 20 | 35 | -15 |

### Spareggio 1.posto
19-05-1991 ad Oderzo: Santa Lucia di Piave-Roncade Biancade 0-0 4-2 rig.
- Santa Lucia di Piave ammesso alla finale,
- Le squadre dal 2º al 7º posto vengono ammesse all'Eccellenza 1991-92.
- Cavallino e Silca Ogliano retrocedono in Prima Categoria 1991-92.

### Spareggi promozione tra le 1.classificate
- 19-05-1991 (a Mira) San Martino Buon Albergo-Donada 1-1 dts 5-4 d.c.r.
- 19-05-1991 Santa Lucia di Piave-Miranese 1-0

San Martino Buon Albergo e Santa Lucia di Piave promosse in Interregionale.
successivamente il San Martino Buon Albergo cede il titolo sportivo (per fusione) alle Officine Bra Valpantena.